# 나자레 (슬로베니아)

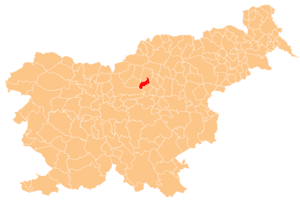
나자레의 위치

나자레(슬로베니아어: Nazarje)는 슬로베니아의 도시로 면적은 43.4km2, 높이는 386m, 인구는 2,711명(2002년 기준), 인구 밀도는 62.5명/km2이다.